# Cortinarius carbonellus
Cortinarius carbonellus är en svampart som beskrevs av Soop 2001. Cortinarius carbonellus ingår i släktet Cortinarius och familjen spindlingar.   Inga underarter finns listade i Catalogue of Life.